# Willi Schultz (Volkskundler)
Willi Arthur Richard Schultz (* 9. Oktober 1892 in Kolberg; † 3. November 1972 in Siegburg) war ein deutscher Schullehrer und Sammler pommerscher Volkslieder und Volkstänze.

## Leben
Schultz wurde im Jahre 1892 in Kolberg als Sohn eines Schneidermeisters geboren. Ab 1906 besuchte er die Präparandenanstalt in Belgard, anschließend von 1909 bis 1912 das Lehrerseminar in Köslin. 1912 legte er das Lehrer-Examen ab und wurde im gleichen Jahr Schullehrer an der einklassigen Volksschule in Rossenthin südlich von Kolberg. Im Ersten Weltkrieg diente er ab 1914 als Soldat, zuletzt als Oberleutnant der Reserve, und wurde schwer verwundet. Nach dem Ersten Weltkrieg kehrte er auf seine Stelle nach Rossenthin zurück. 1933 wurde er nach Kolberg versetzt. Im Zweiten Weltkrieg diente er von 1940 bis 1943 als Hauptmann einer in Siegburg liegenden Landschützenkompanie. 1943 wurde er aus gesundheitlichen Gründen aus dem Militärdienst entlassen. Einen Tag vor Übergabe Kolbergs am 17. März 1945 verließ er die Stadt per Schiff und ging zunächst nach Eilsleben und 1947 nach Siegburg, das er aus seiner Militärzeit kannte. In Siegburg arbeitete er bis zu seiner Pensionierung im Jahre 1958 wieder als Schullehrer. 1972 starb er in Siegburg.
Schultz war ein bedeutender Sammler der Volkslieder und Volkstänze seiner Heimat Pommern. Er veröffentlichte zahlreiche Sammlungen, zuerst Tanzt das Volk im Kreise (1925). Er hielt Rundfunkvorträge über pommersche Volkskunde, erstmals 1927 im Deutschlandsender. Beim Kampf um Kolberg im Jahre 1945 verlor er seine gesamte Sammlung von unveröffentlichten Volksliedern und Volkstänzen. Nach 1945 konnte er Einiges aus der Erinnerung wiederherstellen und veröffentlichte weitere Sammlungen, zuletzt Tänze der Begegnung (1963).
Er war ferner zeitweise Staatlicher Beauftragter für Naturschutz im Regierungsbezirk Köslin und Vorsitzender des Kolberger Heimatvereins. Im Jahre 1972 wurde ihm der Pommersche Kulturpreis verliehen.

## Schriften
- Tanzt das Volk im Kreise. Verlag Georg Stegenwahner, Kolberg 1925.
- Bunte Tänze aus Pommern. Verlag B. G. Teubner, Leipzig und Berlin 1926.
- Deutsche Paartänze. Verlag B. G. Teubner, Leipzig und Berlin 1927.
- Maientanz – Erntekranz. Verlag B. G. Teubner, Leipzig und Berlin 1927.
- Schüddel de Büx. Verlag B. G. Teubner, Leipzig und Berlin 1928. 2. vermehrte Auflage 1934.
- Pommersche Volkstänze. Deutsche Volkstänze, Heft 15/16. Bärenreiter-Verlag, Kassel 1934. Neudruck 1954.
- Das Maienfest. Verlag B. G. Teubner, Leipzig und Berlin 1935.
- Ein Jahr im deutschen Tanz und Spiel. Verlag B. G. Teubner, Leipzig und Berlin 1936.
- Das Erntefest. Verlag B. G. Teubner, Leipzig und Berlin 1938.
- Auf der grünen Au – Tänze der Heimat. Kammwegverlag, Troisdorf 1954. (Musiksätze von Wilhelm Wapenhensch)
- Volkstänze aus Pommern 2. Teil. Deutsche Volkstänze, Heft 46/47. Bärenreiter-Verlag, Kassel 1961.
- Volkstänze aus Pommern 3. Teil. Deutsche Volkstänze, Heft 50/51. Bärenreiter-Verlag, Kassel 1962.
- Volkstänze aus Pommern 4. Teil. Deutsche Volkstänze, Heft 54/55. Bärenreiter-Verlag, Kassel 1963.
- Tänze der Begegnung. Kammwegverlag, Troisdorf 1963.